# 認知主義
認知主義（にんちしゅぎ、英語: cognitivism）は、倫理的な言明は命題を表現しており、したがって真理適合的（truth-apt）であるとするメタ倫理学上の見解。非認知主義はこれを否定する。

## 認知主義と主観主義
倫理的主観主義は、以下のように主張するメタ倫理学的見解である。
1. 倫理的な言明は命題を表現する。
2. そのような命題のうち、真であるものが存在する。
3. それらの命題は、人々の態度や意見に関するものである[2]。

倫理的主観主義は、認知主義の一形態とみなされる。

## 関連文献
- Hooker, Brad, ed. (1996). Truth in Ethics. Oxford: Blackwell. ISBN 978-0-631-19701-0。